# Полет 404 на „Алиталия“
Полет 404 на „Алиталия“ е международен пътнически полет от летище Линате, Милано, Италия, до летище „Цюрих“, Цюрих, Швейцария, управляван от „Алиталия“. На 14 ноември 1990 г. самолетът „Макдонал Дъглас DC-9-32“, който изпълнява полета, се разбива в горите на Вайах, когато се приближава до летище „Цюрих“, и убива всички 40 пътници и 6 души екипаж на борда. Първият удар на самолета е в дървета от дясната страна на машината, което довежда до отделяне на няколко основни части на самолета, като задкрилките на дясното крило и външното дясно крило. В резултат на това самолетът създава асиметрична подемна сила и започва да се търкаля надясно, като се блъска в планината в почти обърната позиция.
Швейцарско разследване заключава, че инцидентът е причинен от късо съединение, което довежда до повреда на приемника на автопилота на самолета. Неизправността остава незабелязана от екипажа, който вероятно вярва, че е на правилната траектория на полета до катастрофата. Швейцарските власти също обвиняват неадекватното управление на ресурсите на екипажа. Окончателният доклад на Федералния съвет за разследване на авиационни инциденти изисква да се направят значителни промени и прави допълнителни препоръки.